# IB 초등 교육 프로그램
IB 초등 교육 프로그램은 11세 이하 학생들을 국제 학위(IB)에서 관리하는 교육 프로그램이다. 중등 과정을 준비하는 학생들에게 필수 요소는 아니다. P주제 영역은 언어, 사회, 수학, 과학 기술, 예술, 개인, 사회, 체육이다.